# Milano (piroscafo)
Il Milano era un piroscafo passeggeri costruito nel 1913. Facente parte di una classe di quattro unità gemelle, rimase in servizio civile, da ultimo con la Tirrenia di Navigazione, fino all'ingresso dell'Italia nella seconda guerra mondiale. Catturato dai tedeschi dopo l'armistizio dell'8 settembre, fu affondato nel gennaio 1944 nella rada di Sebenico durante un bombardamento aereo degli Alleati.

## Caratteristiche
Il Milano era un piroscafo passeggeri di dimensioni modeste: lungo 110 metri e largo 13,6, aveva una stazza lorda di 4 028 tonnellate ed era spinto da due macchine alternative a vapore con una potenza complessiva di 3 650 cavalli, che gli permettevano di raggiungere una velocità di servizio di 12 nodi. Poteva trasportare un massimo di 1427 passeggeri, per i quali erano a disposizione 33 cabine di prima classe, 14 cabine di seconda classe e 176 posti letto in dormitori o cabine di terza classe; gli spazi comuni comprendevano una sala soggiorno con 150 posti, una sala per la musica e sale da pranzo per ciascuna classe.

## Servizio
Il Milano fu consegnato nel luglio 1913 alla Società Nazionale dei Servizi Marittimi (S.N.S.M.), compagnia costituita nel 1910 per gestire le linee sovvenzionate nel Mediterraneo. Negli anni seguenti passò di mano diverse volte, prima alla Sitmar, poi alla Compagnia Italiana Transatlantica (Citra) e infine al Lloyd Triestino, dal quale fu venduto, nel 1934, alla Tirrenia, Flotte Riunite Florio-Citra. Fu quindi sottoposto a importanti lavori di ristrutturazione nel porto di Napoli, che comportarono il rifacimento delle sistemazioni passeggeri e il cambio di alimentazione delle caldaie da carbone a nafta.
Tornato in servizio nel marzo 1935, nel gennaio 1937 confluì nella flotta della neocostituita Tirrenia di Navigazione, che lo mise in servizio sulle linee Napoli - Cagliari, Napoli - Siracusa - Bengasi e Siracusa - Bengasi. Il 28 febbraio 1938 il Milano si incagliò a Bengasi, riportando gravi danni; trasferito a Napoli per le riparazioni, vi rimase fino al giugno del 1940. Al momento dell'entrata dell'Italia nella seconda guerra mondiale fu sequestrato dalla Regia Marina, passando poi alla gestione del Ministero delle Comunicazioni. Trovatosi a Cattaro al momento dell'armistizio dell'8 settembre, il Milano fu catturato dai tedeschi e dato in gestione alla Mittelmeer Reederei. Il 13 gennaio 1944 fu affondato nella rada di Sebenico durante un bombardamento aereo delle forze Alleate.